# Пачеко-Чавес, Тереза
Тереза Пачеко-Чавес — российский художник-график бразильско-якутского происхождения. Член Союза художников России (2007). С детства живет в Республике Саха. Творческие работы художника находятся в частных коллекциях в России, Англии, Америке, Бразилии. У художницы более 200 работ, и более 50 участий в различных выставках.

## Биография
Тереза Пачеко-Чавес родилась в Ленинграде, выросла в с. Хаптагай Мегино-Кангаласского улуса Якутской АССР.
Отец — Фернандо-Мигель Пачеко-Чавес, мать — Варвара Викторовна Саввина. Родители познакомились во время учебы в Ленинградской консерватории. Мать училась на оперную певицу, а отец по классу фортепиано.
Позже мать Терезы вышла замуж за Клима Туралысова.
Окончила Среднюю общеобразовательную школу №14 г. Якутска.
С 1987 г. по 1991 г. училась в Якутском художественном училище им. П.П. Романова,
В 1998 г. прошла курсы электро-газосварщиков в УКК.
В 2004 окончила филиал Красноярского художественного института в Якутске по специальности «художник-график». Защитила диплом по теме: «Серия театральных плакатов».
Член Союза художников России с 2007 года.

## Семья
Отец — Фернандо-Мигель Пачеко-Чавес, профессор физики, пианист.
Мать — Саввина Варвара Викторовна, солистка якутской оперы 1970-90-х годов.
Отчим — Туралысов Клим Георгиевич (03.06.1941 – 13.07.2012), первый доктор архитектуры из якутов, профессор СВФУ.
Дед по материнской линии — Саввин Виктор Афанасьевич (14.03.1908 – 21.02.1978), Заслуженный артист РСФСР, Заслуженный и Народный артист ЯАССР.
Дед по отцовской линии был генеральным секретарем Коммунистической партии Бразилии.
Дед со стороны отчима — Туралысов Георгий Михайлович (22.04.1903 – 24.11.1970), художник- сценограф, основоположник якутской театрально–декорационной живописи, Заслуженный деятель искусств РСФСР, Народный художник ЯАССР.

## Работы находятся в собраниях
- Картинная галерея в Музее ретротехники в г. Якутске[6]
- Сахалинский областной художественный музей (диптих «Якутская утварь. Будни. Праздник» 2009 г.)[7]

## Персональные выставки
- 2018 — «Анатомия ДНК». Картинная галерея им. Н.М. Засимова в г. Покровске
- 2017 – 2018 — «Revolution». Выставочный зал Государственного Собрания (Ил Тумэн) Республики Саха (Якутия)[5]
- 2017 — «Потомок». Национальный художественный музей Республики Саха (Якутия)[7]
- 2017 — «КҮН бырааһынньыга. Праздник Солнца». Якутский государственный объединенный музей истории и культуры народов Севера им. Ем. Ярославского
- 2016 — «Felicidade» («Счастье»), Культурный центр СВФУ «Сергеляхские огни»